# FCW Florida Heavyweight Championship
El FCW Florida Heavyweight Championship (Campeonato Peso Pesado de Florida de FCW, en español) fue un campeonato de lucha libre profesional. Fue el principal campeonato dentro de la Florida Championship Wrestling, territorio de desarrollo de la WWE.

## Historia
En 2008, al Florida Championship Wrestling, territorio de desarrollo de la WWE, decidió crear un segundo campeonato para su empresa. Para ello, se realizó un torneo, el cual fue ganado el 15 de febrero de 2008 por Jake Hager al derrotar a Ted DiBiase, Jr.. Este campeonato fue unificado el 22 de marzo de 2008 con el otro título principal de la FCW, el FCW Southern Heavyweight Championship, haciendo que este quedara desactivado a causa de la unificación.
El 14 de agosto de 2012, el título quedó desactivado, ya que la Florida Championship Wrestling se volvió la NXT Wrestling.Su último campeón fue Richie Steamboat.

## Campeones

### Lista de campeones
| Luchador            | N.º | Fecha                    | Días | Show o evento          | Notas                                                                                | Ref   |
| ------------------- | --- | ------------------------ | ---- | ---------------------- | ------------------------------------------------------------------------------------ | ----- |
| Jake Hager          | 1   |                          | 216  |                        |                                                                                      | [ 1 ] |
| Sheamus O'Shaunessy | 1   | 18 de septiembre de 2008 | 84   | Tampa, Florida         |                                                                                      | [ 1 ] |
| Eric Escobar        | 1   | 11 de diciembre de 2008  | 77   | Tampa, Florida         | Ver listaDerrotó a Sheamus O'Shaunessy, Joe Hennig y Drew McIntyre                   |       |
| Joe Hennig          | 1   | 26 de febrero de 2009    | 21   | Tampa, Florida         |                                                                                      |       |
| Vacante             | N/A | 19 de marzo de 2009      | -    | Tampa, Florida         | Ver listaDebido a una lesión de Hennig                                               |       |
| Drew McIntyre       | 1   | 19 de marzo de 2009      | 84   | Tampa, Florida         | Ver lista Derrotó a Eric Escobar por el título vacante.                              |       |
| Tyler Reks          | 1   | 11 de junio de 2009      | 63   | Tampa, Florida         |                                                                                      |       |
| Heath Slater        | 1   | 13 de agosto de 2009     | 42   | Tampa, Florida         | Ver listaDerrotó a Tyler Reks y Joe Hennig                                           |       |
| Justin Angel        | 1   | 24 de septiembre de 2009 | 175  | Tampa, Florida         |                                                                                      |       |
| Alex Riley          | 1   | 18 de marzo de 2010      | 126  | Tampa, Florida         | Ver listaDerrotó a Justin Angel y Wade Barrett                                       |       |
| Mason Ryan          | 1   | 22 de julio de 2010      | 196  | Tampa, Florida         | Ver listaDerrotó a Alex Riley y Johnny Curtis                                        |       |
| Bo Rotundo          | 1   | 3 de febrero de 2011     | 0    | Tampa, Florida         |                                                                                      |       |
| Lucky Cannon        | 1   | 3 de febrero de 2011     | 105  | Tampa, Florida         |                                                                                      |       |
| Bo Rotundo          | 2   | 19 de mayo de 2011       | 105  | Tampa, Florida         |                                                                                      |       |
| Vacante             | N/A | 1 de septiembre de 2011  | -    | Tampa, Florida         | Ver listaDebido a una enfermedad de Rotundo.                                         | [ 2 ] |
| Leo Kruger          | 1   | 1 de septiembre de 2011  | 154  | Tampa, Florida         | Ver listaDerrotó a Dean Ambrose, Husky Harris y Damien Sandow por el título vacante. | [ 2 ] |
| Mike Dalton         | 1   | 2 de febrero de 2012     | 21   | Tampa, Florida         |                                                                                      | [ 3 ] |
| Leo Kruger          | 2   | 23 de febrero de 2012    | 0    | Tampa, Florida         |                                                                                      |       |
| Seth Rollins        | 1   | 23 de febrero de 2012    | 114  | Tampa, Florida         |                                                                                      |       |
| Rick Victor         | 1   | 16 de junio de 2012      | 0    | Crystal River, Florida |                                                                                      | [ 4 ] |
| Bo Dallas           | 3   | 16 de junio de 2012      | 27   | Crystal River, Florida | Ver listaAntes conocido como Bo Rotundo.                                             | [ 4 ] |
| Rick Victor         | 2   | 13 de julio de 2012      | 7    | Punta Gorda, Florida   |                                                                                      | [ 5 ] |
| Richie Steamboat    | 1   | 20 de julio de 2012      | 25   | San Agustín, Florida   |                                                                                      | [ 6 ] |
| Desactivado         | N/A | 14 de agosto de 2012     | -    | N/A                    | Ver listaDebido a que la FCW se volvió la NXT Wrestling                              |       |

## Reinados más largos
| Luchador     | Días | Fecha en que ganó        | Fecha en que perdió      | Notas                                                |
| ------------ | ---- | ------------------------ | ------------------------ | ---------------------------------------------------- |
| Jake Hager   | 216  | 15 de febrero de 2008    | 18 de septiembre de 2008 | Cambió su nombre a "Jack Swagger" cuando era campeón |
| Mason Ryan   | 196  | 22 de julio de 2010      | 3 de febrero de 2011     | Su primer reinado                                    |
| Justin Angel | 175  | 24 de septiembre de 2009 | 18 de marzo de 2010      | Su primer reinado                                    |
| Leo Kruger   | 155  | 1 de septiembre de 2011  | 2 de febrero de 2012     | Su primer reinado                                    |
| Alex Riley   | 126  | 18 de marzo de 2010      | 22 de julio de 2010      | Su primer reinado                                    |

## Mayor cantidad de reinados
- 3 veces: Bo Rotundo/Dallas
- 2 veces: Leo Kruger y Rick Victor

## Datos interesantes
- Reinado más largo: Jake Hager, 216 días.
- Reinado más corto: Bo Rotundo, 3 minutos.
- Campeón más pesado: Sheamus O'Shaunessy, 290 libras (132 kg).
- Campeón más liviano: Mike Dalton, 189 libras (86 kg).
- Campeón más viejo: Leo Kruger, 32 años.
- Campeón más joven: Bo Rotundo, 19  años.